# Leptotrombidium
 (juillet 2022).
 (juillet 2022).
La mise en forme du texte ne suit pas les recommandations de Wikipédia : il faut le « wikifier ».
Les points d'amélioration suivants sont les cas les plus fréquents :
- Les titres sont pré-formatés par le logiciel. Ils ne sont ni en capitales, ni en gras.
- Le texte ne doit pas être écrit en capitales (les noms de famille non plus), ni en gras, ni en italique, ni en « petit »…
- Le gras n'est utilisé que pour surligner le titre de l'article dans l'introduction, une seule fois.
- L'italique est rarement utilisé : mots en langue étrangère, titres d'œuvres, noms de bateaux, etc.
- Les citations ne sont pas en italique mais en corps de texte normal. Elles sont entourées par des guillemets français : « et ».
- Les listes à puces sont à éviter, des paragraphes rédigés étant largement préférés. Les tableaux sont à réserver à la présentation de données structurées (résultats, etc.).
- Les appels de note de bas de page (petits chiffres en exposant, introduits par l'outil «  Source ») sont à placer entre la fin de phrase et le point final[comme ça].
- Les liens internes (vers d'autres articles de Wikipédia) sont à choisir avec parcimonie. Créez des liens vers des articles approfondissant le sujet. Les termes génériques sans rapport avec le sujet sont à éviter, ainsi que les répétitions de liens vers un même terme.
- Les liens externes sont à placer uniquement dans une section « Liens externes », à la fin de l'article. Ces liens sont à choisir avec parcimonie suivant les règles définies. Si un lien sert de source à l'article, son insertion dans le texte est à faire par les notes de bas de page.
- La présentation des références doit suivre les conventions bibliographiques. Il est recommandé d'utiliser les modèles {{Ouvrage}}, {{Chapitre}}, {{Article}}, {{Lien web}} et/ou {{Bibliographie}}. Le mode d'édition visuel peut mettre en forme automatiquement les références.
- Insérer une infobox (cadre d'informations à droite) n'est pas obligatoire pour parachever la mise en page.

Pour une aide détaillée, merci de consulter Aide:Wikification.
Si vous pensez que ces points ont été résolus, vous pouvez retirer ce bandeau et améliorer la mise en forme d'un autre article.
Genre
Leptotrombidium est un genre d'acariens de la famille des Trombiculidae. Ces espèces sont capables de transmettre le typhus des broussailles aux humains par leur morsure. La forme larvaire, appelée aoûtat, se nourrit sur les rongeurs, mais aussi occasionnellement sur les humains ou d'autres grands mammifères. Ce genre est apparenté au genre Trombicula qui se rencontre en Amérique du Nord et en Europe.
À l'origine, les rongeurs étaient considérés comme le principal réservoir de la bactérie Orientia tsutsugamushi et les acariens que de simples vecteurs de l'infection (les acariens ne faisaient que transférer la contagion des rongeurs à l'humain). Cependant, on sait désormais que les acariens ne se nourrissent qu'une seule fois dans leur vie, ce qui signifie que la transmission du rongeur à l'humain via les acariens est impossible. Il faudrait pour que cela soit possible que l'acarien se nourrisse sur le rongeur puis sur l'humain soit au moins deux fois. Au lieu de cela, la bactérie persiste dans les acariens par transmission transovarienne. Dès lors les acariens infectés transmettent l'infection à leur progéniture. Les acariens Leptotrombidium sont donc à la fois vecteur et réservoir pour la bactérie Orientia tsutsugamushi. Les acariens infectés sont essentiellement des femelles sans que cela semble leur nuire.

## Systématique
Le genre Leptotrombidium a été créé en 1916 par Matarō Nagayo (d), Yoneji Miyagawa (d), Tokushiro Mitamura et Arao Imamura (d).

## Description
Les larves sont de couleur orange pâle et se nourrissent de tissus cutanés liquéfiés, et non de sang, car leurs pièces buccales (chélicères) sont trop courtes pour atteindre les vaisseaux sanguins. Ils ont trois paires de pattes. Les larves ciblent le plus souvent les rongeurs, mais s'attachent également aux humains. Pour les humains, la morsure est indolore, mais la douleur ne se développe généralement qu'après que les larves se sont détachées de la peau, laissant des papules rouges qui peuvent ensuite se transformer en escarre. 
Le stade larvaire dure une à deux semaines. Après s'être nourries, les larves tombent au sol et deviennent des nymphes. Les nymphes sont de couleur rouge brique et ont quatre paires de pattes. Le stade nymphal dure une à trois semaines. Les nymphes deviennent des adultes qui ont quatre paires de pattes, la première paire étant la plus grande. Ils sont inoffensifs pour l'humain. Au stade postlarvaire, ce ne sont plus des parasites et ils se nourrissent de matières végétales. Les femelles pondent des œufs individuellement, qui éclosent en une semaine environ. La durée de vie de l'adulte est d'environ six mois.

## Liste d'espèces
Selon NCBI (23 octobre 2022) :
- Leptotrombidium akamushi - endémique du Japon (sérotype Kato)
- Leptotrombidium chiangraiensis Tanskul & Linthicum
- Leptotrombidium deliense - Sud de la Chine, en Thaïlande et en Australie
- Leptotrombidium fletcheri
- Leptotrombidium fuji (Kuwata, Berge & Philip)
- Leptotrombidium imphalum Vercammen-Grandjean & Langston
- Leptotrombidium intermedium (Nagayo, Mitamura & Tamiya, 1920)
- Leptotrombidium orientale (Schluger, 1948)
- Leptotrombidium pallidum - endémique au Japon (sérotypes Karp et Gilliam)
- Leptotrombidium palpale (Nagaye, 1919)
- Leptotrombidium russicum (Oudemans, 1902)
- Leptotrombidium scutellare (Nagayo, Mitamura, Tamiya & Tenjin) - endémique au Japon (sérotypes Kawasaki et Kuroki)